# Masirana abensis
Espèce
Synonymes
- Sarutana abensis Kobayashi, 1973

Masirana abensis est une espèce d'araignées aranéomorphes de la famille des Leptonetidae.

## Distribution
Cette espèce est endémique de Honshū au Japon. Elle se rencontre à Shizuoka dans la préfecture de Shizuoka.

## Description
Le mâle holotype mesure 1,93 mm et la femelle paratype 1,86 mm.

## Publication originale
- Kobayashi, 1973 : Two new spiders of the genus Sarutana (Leptonetidae: Araneae) from Shizuoka Prefecture. Acta Arachnologica, vol. 25, no 1, p. 1-9 (texte intégral).